# Hulda Rutberg
Hulda Maria Rutberg, född 6 maj 1884 i Nederkalix församling, Norrbottens län, död 16 oktober 1967, var svensk språkforskare. 
Rutberg var dotter till major Johan Rutberg och Margareta Boström. Efter studentexamen i Luleå 1907 blev hon filosofie kandidat vid Uppsala universitet 1910, filosofie magister 1912, filosofie licentiat 1916, och filosofie doktor 1924. Hon tjänstgjorde vid Nya elementarskolan för flickor i Stockholm 1911–1912, var e.o. adjunkt vid folkskoleseminariet i Falun 1916–1919, lektor vid folkskoleseminariet i Luleå 1919 och i Kalmar 1929–1949.
Rutberg bedrev dialektologiska studier i Norrbottens län (med anslag från Norrländska studenters hembygdsförening, Längmanska kulturfonden och Undersökningen av svenskt landsmål i Uppsala) samt dialektologiska och demologiska studier i Norge (med Uppsala studentkårs nordiska resestipendium 1911–1912) och bedrev ortnamnsgranskning i Norrbottens län på uppdrag av Rikets allmänna kartverk 1925–1928 och av Kungliga ortnamnskommissionen 1930–1937. Hon tilldelades Illis quorum 1949.
Hulda Rutberg är begravd på Älvkyrkogården i Kalix.